# Parzniewice Małe
Parzniewice Małe – część wsi Parzniewice w Polsce położona w województwie łódzkim, w powiecie piotrkowskim, w gminie Wola Krzysztoporska.
Do 1954 roku siedziba gminy Parzniewice. W latach 1975–1998 Parzniewice Małe administracyjnie należały do województwa piotrkowskiego.